# IRSA
IRSA (Inversiones y Representaciones Sociedad Anónima) es una sociedad comercial de capitales argentinos, controlada por Cresud S.A.C.I.F. y A. en un 64%, dedicada a los bienes raíces. Junto con numerosas empresas que controla, conforma el grupo inmobiliario más grande de la Argentina, propietario de los principales centros comerciales y responsable de algunos de los mayores proyectos inmobiliarios del país. Su actual presidente y accionista principal, tanto de forma directa como a través de la empresa Cresud S.A., es Eduardo Elsztain.
Cresud, la empresa agropecuaria de Argentina, bajo su titularidad posee una cifra cercana al millón de hectáreas productivas. Posee participación en BrasilAgro y es propietaria de las operaciones de Cactus Feeders en Argentina.

## Historia
Desde 1996, a través de su subsidiaria Alto Palermo S.A. (APSA), adquiere doce los centros comerciales los llamados ("shoppings"),
En 1996 le compró al Estado el edificio de las Galerías Pacífico en una operación sospechada de corrupción, y en el año 2000 lo vendió. En 1997 IRSA incursionó en el mercado hotelero mediante la adquisición del 50% de participación en el Hotel Llao Llao, próximo a Bariloche, y en el Hotel Intercontinental, el Hotel Libertador y una filial de Sheraton Hotels.En el año 1997, fue uno de los encargados de la privatización del banco Hipotecario Nacional, el cual se reorganiza como sociedad anónima. Por las irregularidades en dicha privatización fue imputado junto con Daniel Marx y el exministro de Economía Roque Fernández, y otros funcionarios por la presunta comisión de los delitos de asociación ilícita, fraude en perjuicio de la administración pública, usura, abuso de autoridad y violación de los deberes de funcionario, cohecho pasivo y tráfico de influencias, malversación, peculado, negociaciones incompatibles con el ejercicio de la función pública, fraude al comercio y a la industria.
En el 2004, IRSA aumentó su participación accionaria en Banco Hipotecario. En mayo de 2008 compra el Edificio República, en Catalinas Norte, cuyo diseño pertenece al afamado arquitecto tucumano César Pelli. 
En el 2009, IRSA adquiere el DOT Baires Shopping en el barrio de Saavedra en la Ciudad de Buenos Aires
En diciembre de 2013, adquiere el shopping Distrito Arcos. En diciembre de 2014, tras una larga disputa legal, se hace apertura del centro comercial. Días siguientes, la justicia posterga la apertura del mismo debido a reclamos de los comerciantes de la zona. La firma tenía la concesión del predio hasta 2036, pero esta fue revocada en 2015 y el Estado Nacional inició entonces un juicio de desalojo ya que el gobierno de la ciudad de Buenos Aires había cedido a IRSA terrenos pertenecientes al Estado Nacional sin permiso. 
En 2018 compró el 60% del DIRECTV Arena a través de la empresa Ogden Argentina. En 2021 en una sesión exprés durante el confinamiento por el covid el macrismo porteño dio aprobación en la Legislatura al convenio urbanístico para habilitar la rezonificación de la ex ciudad deportiva, en manos de IRSA desde 1997, para favorecer a IRSA.

## Controversias
El Grupo IRSA se ha visto envuelto en algunas polémicas. El diputado Martín Lousteau afirmó que IRSA tiene vinculaciones fuertes con políticos e hizo foco en la concesión de Buenos Aires Design, donde la empresa solo paga de canon 46.800 pesos por mes por un predio que tiene 70 locales comerciales, 2 centros de eventos y convenciones y 140 cocheras. la empresa IRSA ha sido vinculada al gobierno de la ciudad de Buenos Aires a tal punto que algunos funcionarios porteños han sido denunciados ante la justicia por favorecer a la empresa.
También se ha acusado a la empresa por las inundaciones que viven los vecinos de Saavedra desde la construcción del shopping DOT Baires ya que el shopping descarga sus efluentes en un barrio ubicado atrás del centro comercial

## Integrantes del grupo

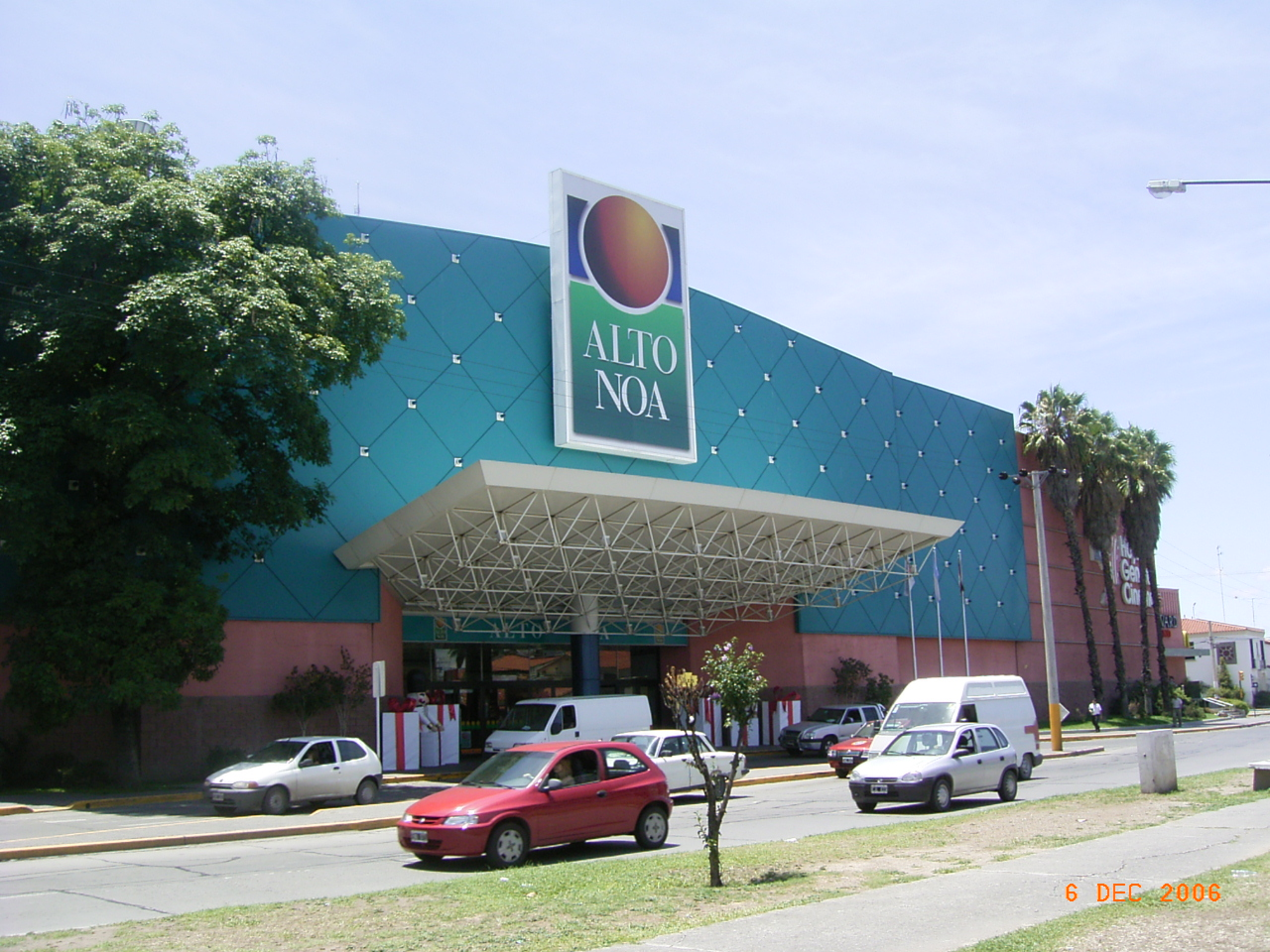
Alto NOA Shopping en la ciudad de Salta.

Entre las veintena de subsidiarias de la compañía, pueden destacarse:
- Alto Palermo S.A. (APSA): dedicada al desarrollo, titularidad y administración de centros comerciales. Actualmente opera doce centros, entre ellos:

- Abasto Shopping (Buenos Aires)
- Alto Avellaneda (Avellaneda)
- Alto NOA (Salta)
- Alto Palermo (Buenos Aires)
- Alto Rosario (Rosario)
- Córdoba Shopping (Córdoba)
- DOT Baires Shopping (Buenos Aires)
- Mendoza Plaza Shopping (Mendoza)
- Paseo Alcorta (Buenos Aires)
- Patio Bullrich (Buenos Aires)
- Patio Casey (Venado Tuerto)  (No corresponde al portafolio de centros comerciales de IRSA)
- Patio Olmos (Córdoba) (El edificio es propiedad de IRSA, mientras que la gestión del centro comercial es realizada mediante concesión.[18])
- Soleil Premium Outlet (Boulogne)
- La Ribera Shopping (Santa Fe)
- Distrito Arcos (Buenos Aires)
- Alto Comahue (Neuquén)
- DIRECTV Arena (60% a través de Ogden Argentina) (Tortuguitas)
- Soleil factory
- Patio Olmos
- Terrazas de Mayo (adquirido en diciembre de 2024)[19]

- Hotel InterContinental
- Hotel Llao Llao
- Libertador Hotel
- Edificio República
- Intercontinental Plaza
- Predio La Rural

APSA posee como empresa subsidiaria, a Tarshop S.A., que con su tarjeta de crédito, Tarjeta Shopping, se dedica a la financiación del consumo.
- IRSA Cyrela (CYRSA S.A.): joint venture creado junto con Cyrela Brazil Realty, principal compañía inmobiliaria del Brasil, dedicada al desarrollo de edificios residenciales.[20]

IRSA con edificios en Nueva York, Londres y un extenso banco de tierras en la Argentina que incluye varias hectáreas no desarrolladas en Puerto Madero.  
En agosto de 2013 el Grupo Irsa invirtió 570 millones de dólares en la compra del 81% de IDBD Holdings, un grupo empresario israelí que se encontraba al borde de la quiebra y su CEO encarcelado por manejos fraudulentos. Los activos que tiene IDB incluyen algunas de las mayores empresas de Israel;  controla Cellcom la operadora de telefonía móvil líder de Israel y la cadena de supermercados Super-Sol.
También por medio de IDBD el grupo empresario IRSA posee el 94,61% del paquete accionario de IRCP (office buildings)
el 31% de Shuffersal (supermercados)
el 37% de CLAL (seguros)
el 26.5 % de Elron (electronics)
y el 34% de PBC (real state)